# Monster X
Monster X  ou Keizer Ghidorah est un kaiju apparu en 2004 dans le film Godzilla: Final Wars.
Sous sa forme de Keizer Ghidorah, il a une apparence très proche de celle du dragon à trois têtes King Ghidorah, ennemi régulier de Godzilla et de Mothra. 

## Liste des apparitions
- 2004 : Godzilla: Final Wars (Gojira: Fainaru uôzu), de Ryuhei Kitamura